# Атари
Атари (на английски: Atari) е компания, създадена през 1972 г. Нейни създатели са Ноулан Бъшнъл и Тед Дабни. В първите години в Atari се произвеждат аркадни игри, конзоли и домашни компютри. През 1984 г. собствениците на Atari придобиват права над името Atari Games. По-късно компанията придобива името Atari Corporation. През 1996 г. Atari разширява производството си с производителят на твърди дискове JT Storage (JTS). След 2001 г. Atari става дъщерна компания на Infogrames.

## История
През 1971 г. Ноулан Бъшнъл и Тед Дабни създават компанията Syzygy Engineering и правят първата аркадна игра – Computer Space. На 27 юни 1972 придобиват права над името Atari и скоро назначават Ал Алкорн като дизайнер. Оттогава местоположението на Atari е в Калифорния.
През 1976 година Бъшнъл решава да създаде различна от предлаганите видео игри от фирмата и резултатът бил Atari 2600, чието производство продължава около 3 години. След Atari 2600 следват Atari 800 и неговият по-малък брат Atari 400, като междувременно са продадени милиони копия на Atari 2600.
Проблемите започват през 1983 г. със загуби от 500 милиона долара, заради краш на видео игра.
През този период Atari започва да създава 16/32-битови компютри Atari ST (означаващо Sixteen/Thirty Two или 16/32). През април 1985 г. на пазара излиза 8-битов компютър от сериите Atari XE – Atari 65XE. На следващата година фирмата създава две конзоли – Atari 2600jr и Atari 7800. Най-фаталната година е 1996, когато Atari губи правата над някои от конзолите и се налага компанията да бъде продадена.
След 2001 г. Atari започват да създават модерни компютърни игри за PC, Xbox360, PlayStation 2, PlayStation Portable. Едни от успешните им игри са Test Drive Unlimited и RollerCoaster Tycoon 3.